# Саймон Кросбі
Са́ймон Кро́сбі (англ. Simon Crosby; нар.1955) — відомий підприємець та програміст, співзасновник та CTO американської компанії розробника засобів інформаційної безпеки Bromium Inc. Займав ключові керівні посади у компаніях XenSource та Citrix Systems.

## Нагороди та відзнаки
- У 2007 році був відзначений американським онлайн журналом InfoWorld, як один із Топ 25 CTO.[2]